# Isodontia auripes
Isodontia auripes là một loài côn trùng cánh màng trong họ Sphecidae, thuộc chi Isodontia. Loài này được Fernald miêu tả khoa học đầu tiên năm 1906.